# Manuscris
Un manuscris, într-o formă mai veche și manuscript, reprezintă în sens general orice text scris de mână. Termenul provine din limba latină, din manus (mână) și scriptus (scris).
Un manuscris (abreviat MS pentru singular și MSS pentru plural) era, în mod tradițional, orice document scris de mână sau dactilografiat, spre deosebire de cel tipărit mecanic sau reprodus într-un mod indirect sau automat.  Mai recent, termenul a ajuns să fie înțeles ca include în continuare orice copie scrisă, dactilografiată sau prelucrată prin text a operei unui autor, prin deosebire de redarea ca versiune tipărită a acesteia. 
Înainte de sosirea tipăriturilor, toate documentele și cărțile erau manuscrise. Manuscrisele nu sunt definite de conținutul lor, care poate combina scrierea cu calcule matematice, hărți, notații muzicale, figuri explicative sau ilustrații.

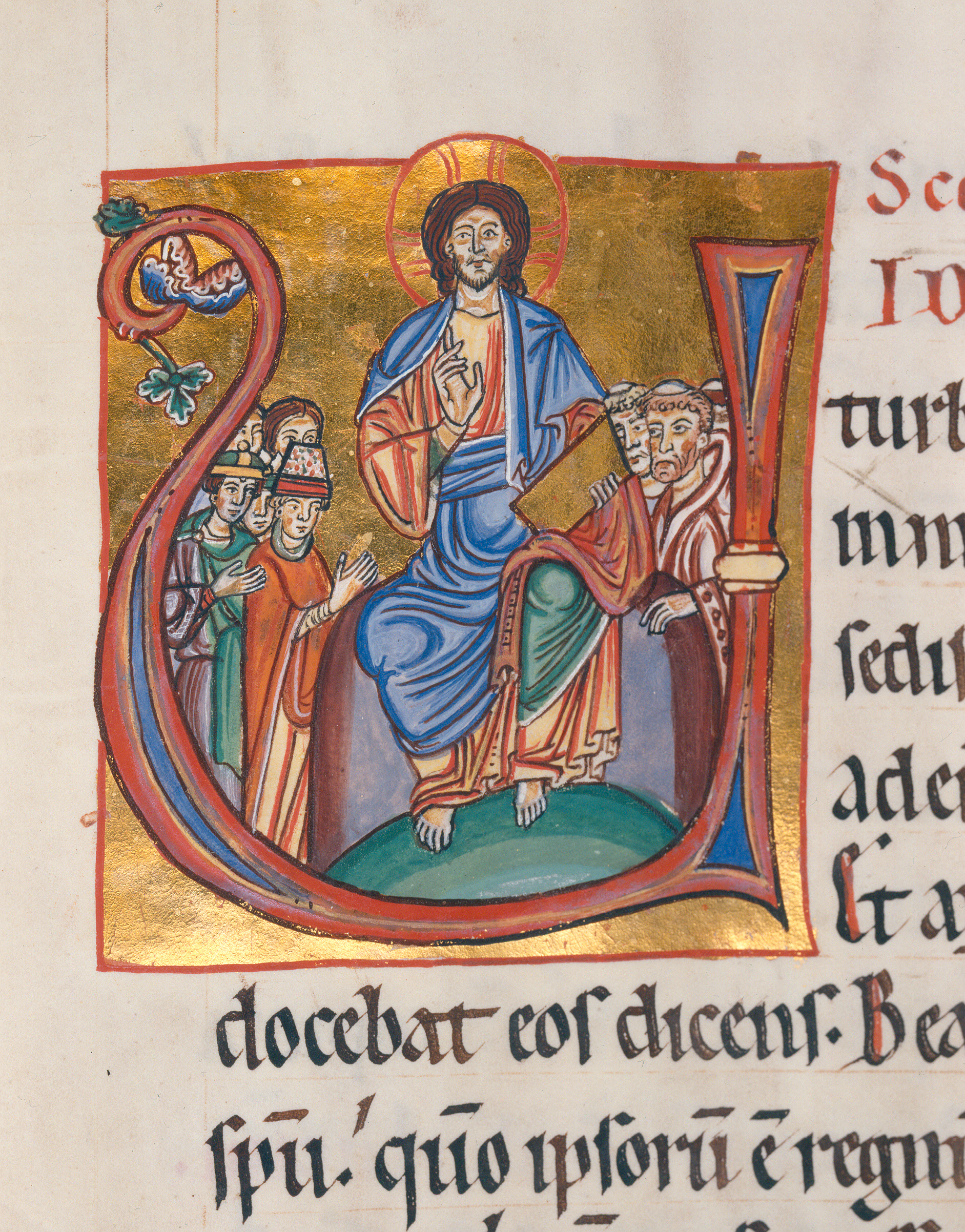
Hristos Pantocrator așezat într-un „U” majuscul într-un manuscris iluminat de la Badische Landesbibliothek, Germania (din c. 1220).

## Înțelesul istoric
O semnificație mai specifică a termenului este aceea de carte scrisă înainte de inventarea tiparului ori în lipsa acestuia, sau o copie de mână (executată de copiști) a unei asemenea cărți. Suportul folosit pentru cele mai vechi manuscrise cunoscute este papirusul. În Grecia și Roma antică exista obiceiul legării printr-un cotor și curele a mai multor tăblițe de lemn cerate; mai târziu, se folosește ca suport foaia de pergament. Primele „cărți” (secolele III-IV) astfel construite din manuscrise diverse legate poartă denumirea de codice (codexuri). În Evul mediu, mănăstirile reprezintă centrele unde se copiază cele mai multe manuscrise, dar sunt elaborate și cărți noi; copierea și decorarea manuscriselor cu miniaturi și inițiale aurite ajunge o îndeletnicire la rangul de artă.

## Accepția modernă
Dincolo de sensul de document cu un conținut istoric, prin manuscris (însă nu în forma „manuscript”) se mai înțelege prima formă a unei scrieri ce se dorește a fi publicată. Manuscrisul poate fi în acest sens, autograf (scris de mână) sau dactilografiat (bătut la mașina de scris sau la calculator). Locuțiunea adverbială sau adjectivală „în manuscris” desemnează tocmai această formă sub care se poate prezenta un text.

## Părți din care este format
- Copertă
- Flyleaf (coală goală)
- Colofon (informații despre publicație)
- incipit (primele cuvinte ale textului)Imagine a două pagini în față ale manuscrisului iluminat al lui „Isagoge”, fols. 42b și 43a. În partea de sus a paginii din stânga este o literă iluminată „D” – inițiala „De urinarum differencia negocium” (Chestiunea diferențelor de urină). Înăuntrul scrisorii este o imagine a unui maestru pe bancă, arătând spre un balon ridicat în timp ce ține prelegeri despre „Cartea despre urine” a lui Teofil. Pagina din dreapta este afișată doar parțial. În partea de jos este o litera iluminată „U” – inițiala „Urina ergo est colamentum sanguinis” (Urina este filtratul sângelui). În interiorul scrisorii este o imagine a unui maestru care ține în sus un balon în timp ce explică semnificația diagnostică a urinei unui student sau unui pacient. Colecția HMD, MS E 78.
- decorare; ilustrații
- dimensiuni

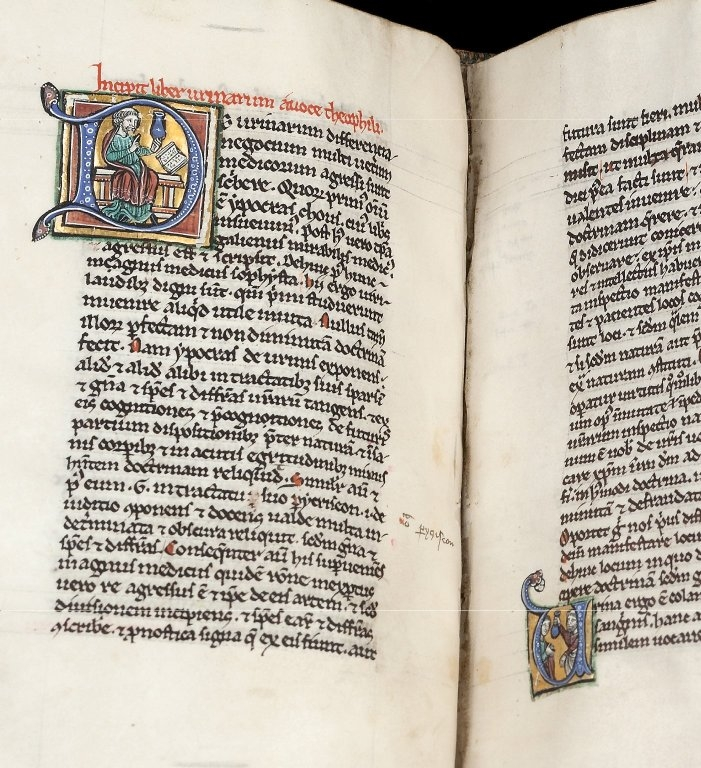
Imagine a două pagini în față ale manuscrisului iluminat al lui „Isagoge”, fols. 42b și 43a. În partea de sus a paginii din stânga este o literă iluminată „D” – inițiala „De urinarum differencia negocium” (Chestiunea diferențelor de urină). Înăuntrul scrisorii este o imagine a unui maestru pe bancă, arătând spre un balon ridicat în timp ce ține prelegeri despre „Cartea despre urine” a lui Teofil. Pagina din dreapta este afișată doar parțial. În partea de jos este o litera iluminată „U” – inițiala „Urina ergo est colamentum sanguinis” (Urina este filtratul sângelui). În interiorul scrisorii este o imagine a unui maestru care ține în sus un balon în timp ce explică semnificația diagnostică a urinei unui student sau unui pacient. Colecția HMD, MS E 78.

- Marcaj sau semnătură în bibliotecă (spre deosebire de numărul de catalog tipărit)
- lucrări/compoziții incluse în aceeași ms
- elemente codicologice :
  - metoda de stergere: stergere, depășire, puncte deasupra literelor.
  - antete/subsoluri
  - format/aspect de pagină: coloane, text și comentarii/adăugiri/glose înconjurătoare,
  - interpolări (pasaj nescris de autorul original)
  - notațiile/corecțiile marginale ale proprietarilor
  - semnăturile proprietarului
  - dedicație/ inscripție
  - cenzură semnăturile
- colat (cereri) (comanda obligatorie)
- foliare
- numerarea paginilor
- legare
- manuscrise legate împreună într-un singur volum:
  - convolut: volum care conține diferite manuscrise
  - fascicul: manuscris individual, parte dintr-un contorsionat

## Materiale
- hârtie
- pergament
- papirus pentru a păstra textul
- cerneală
- instrument de scris folosit
- creion pentru a ajuta la procesul de scriere
- pastedown (hârtie goală pentru coperta interioară)

## Elemente paleografice
- scenariu (unul sau mai multe)
- întâlnire
- umpluturi de linie
- rubricare (text cu cerneală roșie)
- linii guvernate
- slogan

## Pergamentul
Pergamentul este realizat din piele de animal, de obicei vițel, oaie sau capră, dar și alte animale.
Cu toate pieile, calitatea produsului finit se bazează pe cât de multă pregătire și pricepere a fost pusă în transformarea pielii în pergament. Pergamentul făcut din vițel sau oaie era cel mai comun în Europa de Nord, în timp ce civilizațiile din sudul Europei preferau pielea de capră.  Adesea, dacă pergamentul este alb sau crem și se mai văd venele de la animal, este piele de vițel. Dacă este galben, gras sau în unele cazuri strălucitor, atunci a fost făcut din piele de oaie. 
Vellum provine din cuvântul latin vitulinum care înseamnă „de vițel”/ „făcut din vițel”. Pentru producătorii și caligrafii moderni de pergament, și aparent adesea în trecut, termenii de pergament și pergament sunt folosiți pe baza diferitelor grade de calitate, pregătire și grosime, și nu în funcție de animalul de la care provine pielea și, din această cauză, termenul mai neutru „membrană” este adesea folosit de academicienii moderni, mai ales acolo unde animalul nu a fost stabilit prin testare. 

## Tipuri de scriere
Scrierea merovingiană, sau „Luxeuil minuscule”, este numită după o mănăstire din vestul Franței, Luxeuil Abbey, fondată de misionarul irlandez St Columba c. 590 .   Caroline minuscule este o scriere caligrafică dezvoltată ca standard de scriere în Europa, astfel încât alfabetul latin să poată fi recunoscut cu ușurință de către clasa alfabetizată din diferite regiuni. A fost folosit în Sfântul Imperiu Roman între aproximativ 800 și 1200.
Codurile, textele clasice și creștine și materialele educaționale au fost scrise în minuscule carolingiene de-a lungul Renașterii carolingiene . Scenariul s-a dezvoltat în litera neagră și a devenit învechit, deși renașterea sa în renașterea italiană formează baza scenariilor mai recente.  În Introduction to Manuscript Studies, Clemens și Graham asociază începutul acestui text provenind de la Abby of Saint-Martin la Tours . 
Minuscula carolingiană a ajuns în Anglia în a doua jumătate a secolului al X-lea. Adoptarea sa acolo, înlocuind scrierea insulară, a fost încurajată de importul manuscriselor europene continentale de către Sfinții Dunstan, Aethelwold și Oswald . Acest script s-a răspândit destul de rapid, fiind folosit în multe centre engleze pentru copierea textelor latine.

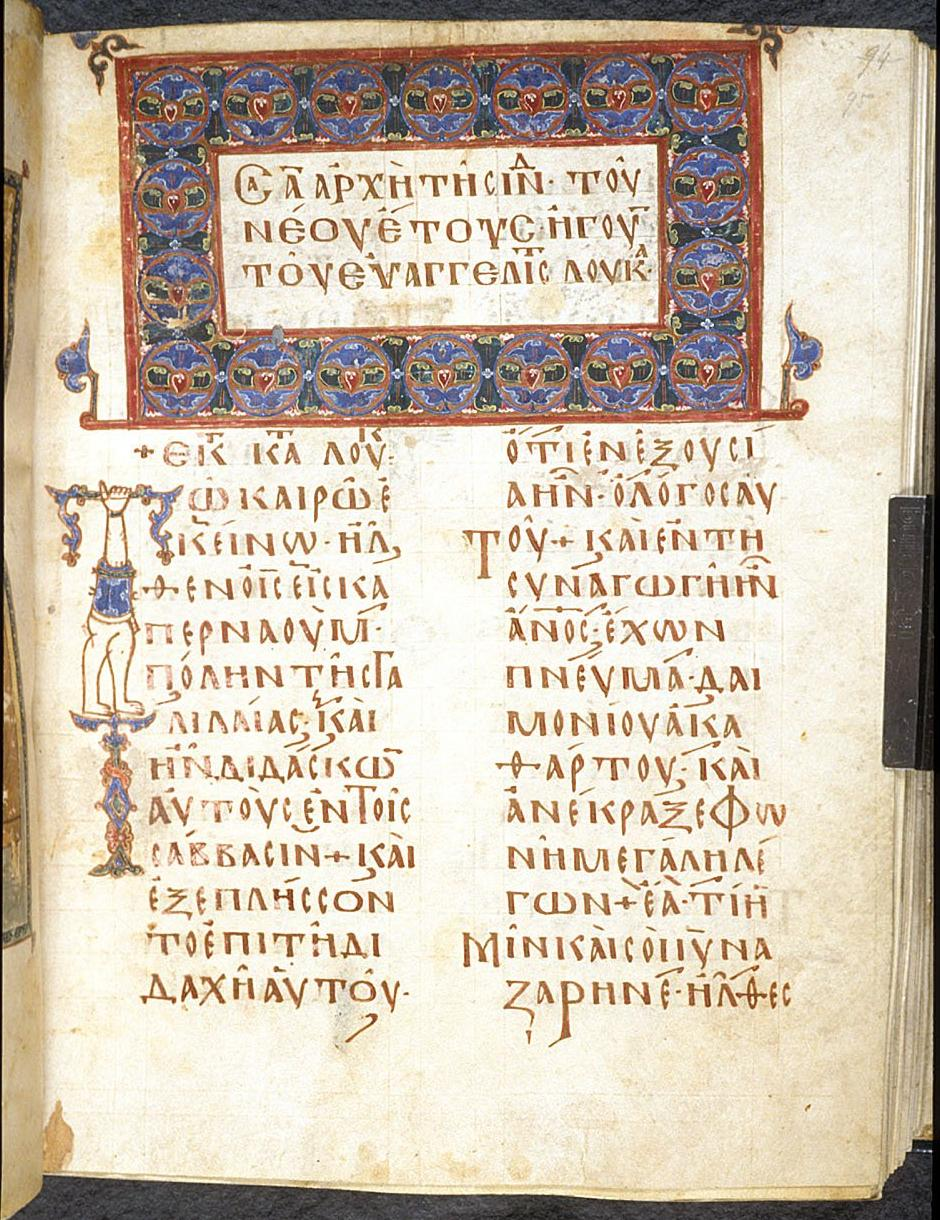
Lecționarul 183

Scribii englezi au adaptat grafia carolingiană, dându-i proporție și lizibilitate. Această nouă revizuire a minusculei Caroline a fost numită English Protogothic Bookhand. Un alt script care este derivat din Minusculele Caroline a fost Bookhandul protogotic german. A apărut în sudul Germaniei în a doua jumătate a secolului al XII-lea.  Toate scrisorile individuale sunt Caroline; dar la fel ca și în cazul Bookhand protogotic englezesc a evoluat.  Multe mai multe scenarii au apărut din Bookhandul protogotic german. După acestea a venit Bastard Anglicana, care este cel mai bine descris ca: 
Coexistența în perioada gotică a mâinilor formale folosite pentru copierea cărților și a scripturilor cursive utilizate în scopuri documentare a dus în cele din urmă la fertilizarea încrucișată între aceste două stiluri de scriere fundamental diferite. În special, scribii au început să actualizeze unele dintre scripturile cursive. 
Un script care a fost astfel formalizat este cunoscut ca un script bastard (în timp ce un scriptor care a avut elemente cursive fuzionate pe el este cunoscut ca un script hibrid). Avantajul unui astfel de scenariu era că putea fi scris mai repede decât un simplu manual de carte; s-a recomandat astfel scriitorilor într-o perioadă în care cererea de cărți era în creștere și autorii aveau tendința de a scrie texte mai lungi. În Anglia, în secolele al XIV-lea și al XV-lea, multe cărți au fost scrise în scenariul cunoscut sub numele de Bastard Anglicana.

## Genuri
De la texte antice până la hărți medievale, orice scris pentru studiu ar fi fost făcut cu manuscrise. Unele dintre cele mai comune genuri au fost bibliile, comentariile religioase, filozofia, legea și textele guvernamentale.

## Biblic
„ Biblia a fost cea mai studiată carte a Evului Mediu”.  Biblia a fost centrul vieții religioase medievale. Alături de Biblie au venit zeci de comentarii. Comentariile au fost scrise în volume, unele concentrându-se doar pe pagini individuale ale scripturilor. În toată Europa, au existat universități care se mândreau cu cunoștințele lor biblice. Alături de universități, anumite orașe au avut și propriile lor celebrități ale cunoștințelor biblice în perioada medievală

## Cartea orelor

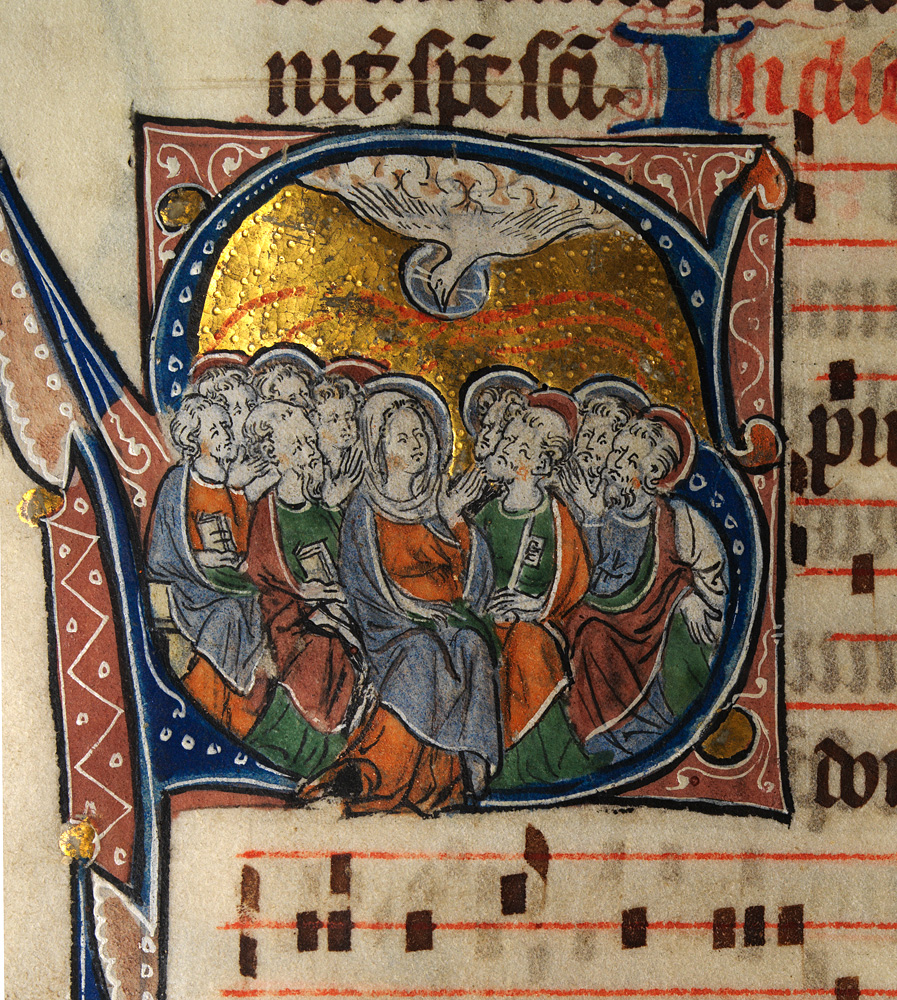
Rusaliile, dintr-un manuscris liturgic catolic iluminat, c. 1310–1320

O carte de ore este un tip de text devoțional care a fost larg popular în Evul Mediu. Sunt cel mai comun tip de manuscrise iluminate medievale care au supraviețuit. Fiecare carte de ore conține o colecție similară de texte, rugăciuni și psalmi, dar decorarea poate varia între fiecare exemplu.
Multe au iluminare minimă, adesea limitată la inițiale ornamentate, dar cărțile de ore realizate pentru patronii mai înstăriți pot fi extrem de extravagante cu miniaturi pe toată pagina. Aceste cărți erau folosite pentru ca proprietarii să recite rugăciunile în mod privat în opt ore sau ore diferite ale zilei. 

## Cărți și calendare liturgice
Alături de Biblii, în Biserică au fost primite un număr mare de manuscrise realizate în Evul Mediu . Datorită sistemului bisericesc complex de ritualuri și cult, aceste cărți au fost cele mai elegant scrise și mai fin decorate dintre toate manuscrisele medievale. Cărțile liturgice erau de obicei în două soiuri. Cele folosite la liturghie și cele pentru slujba divină. 
Majoritatea cărților liturgice au venit cu un calendar în față. Acesta a servit ca punct de referință rapid pentru date importante din viața lui Isus și pentru a le spune oficialilor bisericii care sfinți trebuiau cinstiți și în ce zi.

## Variante moderne
În contextul biblioteconomiei, un manuscris este definit ca orice articol scris de mână din colecțiile unei biblioteci sau ale unei arhive. De exemplu, colecția de scrisori sau jurnale scrise de mână a unei biblioteci este considerată o colecție de manuscrise.
Astfel de colecții de manuscrise sunt descrise în instrumente de găsire, similare cu un index sau un cuprins al colecției, în conformitate cu standardele naționale și internaționale de conținut, cum ar fi DACS și ISAD(G) .

## Conservare
Aproximativ 300.000 de manuscrise latine, 55.000 grecești, 30.000 armene și 12.000 de manuscrise medievale georgiane au supraviețuit.  National Geographic estimează că 700.000 de manuscrise africane au supraviețuit la Universitatea din Timbuktu din Mali . 